# Besado por el fuego
«Besado por el fuego» es el quinto episodio de la tercera temporada de la
serie de fantasía medieval Game of Thrones de HBO.  El episodio fue dirigido por Alex Graves y escrito por Bryan Cogman. Fue estrenado el 28 de abril de 2013.

## Argumento

### En Desembarco del Rey
La Reina Regente Cersei (Lena Headey) le pide a Lord Baelish (Aiden Gillen) que le ayude a deshacerse de los Tyrell en Desembarco del Rey.  Lady Sansa (Sophie Turner) y Lady Margaery (Natalie Dormer)  observan a Ser Loras (Finn Jones) practicar su esgrima. Tras el entrenamiento, Ser Loras y su escudero Olyvar (Will Tudor), tienen sexo. Sin que Loras lo sepa, Olyvar es un espía de Lord Baelish. Este le hace saber a Meñique el plan de casar a Sansa con Loras. Luego Baelish se reúne con Sansa para hablar de su próxima partida al Valle, pero ella le dice que prefiere quedarse en la capital.
Tyrion (Peter Dinklage) tiene una reunión con Lady Olenna (Diana Rigg) sobre los altos costos de la boda real. Lady Olenna accede a pagar por la mitad de los gastos. Tyrion le lleva la noticia a su padre, Lord Tywin (Charles Dance), quien le comunica a Tyrion sobre el plan de los Tyrell para casar a Sansa y que para detenerlo unirá en matrimonio a Tyrion y a Sansa. Tyrion intenta negarse, pero su padre no le deja. Cercei se siente bien al ver la reacción de su hermano, hasta que Tywin le dice que ella se casará con Ser Loras.

### En Rocadragón
La Reina Selyse Baratheon (Tara Fitzgerald) es visitada por su esposo, Stannis (Stephen Dillane), que admite haberle sido infiel. Este se sorprende al saber que su esposa ya lo sabía, y que su esposa no está molesta, sino que se muestra complacida. Luego Stannis visita a su hija, la Princesa Shireen Baratheon (Kerry Ingram). Cuando esta le pregunta sobre la batalla y sobre Ser Davos (Liam Cunningham), Stannis le dice que Davos está apresado por traición. Más tarde, Shireen se escabulle hasta las mazmorras para visitar a Davos y le lleva un libro, pero este le admite que es iletrado. Shireen entonces comienza a enseñarle a leer.

### En las Tierras de los Ríos
Lord Beric Dondarrion (Richard Dormer) y Sandor Clegane (Rory McCann) comienzan su duelo a muerte. Dondarrion prende con fuego su espada, lo que atemoriza a Sandor debido a su fobia al fuego. Tras una intensa batalla, Clegane logra controlar a Dondarrion y lo asesina. Arya (Maisie Williams) intenta asesinarle, pero Gendry (Joe Dempsie) la detiene. Instantes después, los tres quedan anonadados al ver que Dondarrion es resucitado por Thoros (Paul Kaye). Luego, Arya descubre a Gendry reparando la armadura de Dondarrion. Gendry le dice a Arya que planea quedarse con la Hermandad. Más tarde Thoros le dice a Arya que la llevará a Aguasdulces y le confiesa que ha revivido a Beric en nombre de El Señor de la Luz seis veces.
En Aguasdulces, los niños Lannister son asesinados por Lord Rickard Karstark (John Stahl) y sus hombres. El Rey Robb (Richard Madden) entonces encara a Lord Rickard Karstark y ordena que sea encerrado en las mazmorras y que sus hombres sean ahorcados. Cuando Robb ordena que Karstark sea ejecutado, Talisa (Oona Chaplin), Lady Catelyn (Michelle Fairley), y Lord Edmure (Tobias Menzies) le ruegan que conserve a Lord Karstark como prisionero, para mantener a sus hombres fieles a su causa. A pesar de las súplicas, Robb ejecuta a Lord Karstark con sus propias manos. Cuando los Karstark lo abandonan, Robb crea un plan para continuar la guerra contra los Lannister. Le dice a Talisa que su nuevo plan consiste en atacar el hogar de los Lannister, Roca Casterly y que para sustituir a las ausentes fuerzas de los Karstark, planea forjar una alianza con Lord Walder Frey, el hombre que controla los Gemelos y el hombre a quien Robb prometió que iba a casarse con un de sus hijas, incumpliendo después dicha promesa.
En Harrenhal, Locke (Noah Taylor) entrega a sus prisioneros, Jaime (Nikolaj Coster-Waldau) y Brienne (Gwendoline Christie), a Lord Roose Bolton (Michael McElhatton). Bolton, furioso de que sus hombres hayan mutilado a Jaime, libera a Brienne y envía a Jaime con Qyburn (Anton Lesser), un maestre sin cadena. Qyburn trata el infectado muñón de Jaime. Luego, Jaime es llevado a los baños, donde Brienne se encuentra limpiándose. Allí Jaime le cuenta la historia a Brienne de cómo él asesinó al Rey Loco para salvar a la ciudad y a su gente.

### Más allá del Muro
Orell pide información a Jon sobre la Guardia de la noche. Jon (Kit Harington) le dice que hay unos mil hombres en la guardia. Tormund (Kristofer Hivju) amenaza con matarle si miente. Seguidamente, Ygritte (Rose Leslie) roba la espada de Jon y hace que este le persiga hasta una cueva, donde Ygritte le convence de que rompa sus votos con la guardia y que tenga sexo con ella.

### Al otro lado del Mar Angosto
En la marcha, Ser Jorah Mormont (Iain Glen) y Ser Barristan Selmy (Ian McElhinney) discuten sus vivencias sobre el asedio de Pyke durante la rebelión de los Greyjoy. Jorah intenta descubrir si Ser Barristan conoce que Ser Jorah era un espía del Rey Robert cuando se unió a Daenerys.
Daenerys (Emilia Clarke) reúne a los oficiales de su ejército de Inmaculados. Estos seleccionan a Gusano Gris (Jacob Anderson) como su líder. Ella les dice que son libres de escoger sus propios nombres, pero Gusano Gris le dice que el mantendrá su nombre actual, porque con ese nombre se convirtió en un hombre libre.

## Guion
El episodio adapta parte de la novela Tormenta de Espadas de George R. R. Martin. Estos incluyen parte de los capítulos 20, 21, 27, 32, 35, 38 y 40 (Tyrion III, Catelyn III, Jon III, Jaime IV, Arya VI, Jaime V, y Arya VII).
Las escenas de Selyse Baratheon (Tara Fitzgerald) y Shireen Baratheon (Kerry Ingram) fueron adaptadas de la novela anterior para introducir a los personajes de la familia de Stannis que por cuestiones de producción no fueron incluidos en la temporada anterior. La escena en la que se observan los fetos de Selyse conservados en frascos es original de Bryan Cogman.

## Recepción

### Audiencia
El episodio supuso otro récord de audiencia para la serie, con 5, 35 millones de observadores.

### Crítica
El episodio fue muy bien recibido por la crítica. Matt Fowler de IGN le otorgó un 9.5/10. David Sims de The A.V. Club le dio una "A–".  Todd VanDerWerff de The A.V. Club le otorgó una "B+".  En general el episodio recibió las mejores críticas de la temporada hasta el momento.